# Oxapampa
Oxapampa ist eine peruanische Stadt und die Hauptstadt der Provinz Oxapampa. Die Stadt hat 12.826 Einwohner.

## Geografie
Oxapampa liegt auf 1800 m ü. NN in der Yunga-Höhenzone umgeben von üppigen Bergwäldern. Das Klima ist tagsüber heiß und feucht. Die Nächte sind relativ kühl.

## Etymologie
Der Name Oxapampa stammt aus dem Quechua (Yaru-Quechua), setzt sich aus den Wörtern „Stroh“ bzw. „Gras“ (uqsha) und „Ebene“ (pampa) zusammen und kann übersetzt werden als „mit Gras bewachsene Ebene“.

## Geschichte
Oxapampa wurde im 19. Jahrhundert von österreichischen und deutschen Siedlern aus Pozuzo im Siedlungsgebiet der indigenen Yanesha' gegründet. Im 20. Jahrhundert migrierten zudem zahlreiche Nachfahren von dalmatinischen Österreichern aus Cerro de Pasco in das zentralperuanische Dorf.

### Erste Besiedlung
Die ersten Einwohner im heutigen Oxapampa waren native Stammesgruppen der Yanesha' (auch Amuesha). Im Westen grenzten sie an das Stammesgebiet der Asháninka; im Osten und Nordosten ans Gebiet der Cashibo. Diese ethnischen Gruppen lebten als Nomaden oder Halbnomaden. Mitte des 17. Jahrhunderts kamen erstmals franziskanische Mönche in die Gegend und begann mit ihrer missionarischen Tätigkeit. Sie errichteten Missionen in Chanchamayo (La Merced), Perené, Huancabamba, Gran Pajonal und Alto Ucayali.

### Rebellion und Kolonisation
1742 begann Juan Santos Atahualpa verschiedene Stammesgruppen zwischen Jauja und Tarma zu vereinen und organisierte einen Aufstand gegen die spanische Kolonisation und einzelne Missionsstationen. Auch die Truppen des spanischen Vizekönigs konnten den Aufstand nicht niederschlagen. Während dreizehn Jahren verteidigte Atahualpa das zentrale Tiefland erfolgreich gegen Eindringlinge. Der legendäre Führer stammte nach unbestätigten Angaben von Nachfahren der Inkafamilien in Cusco ab, wurde von Jesuiten aufgezogen und beherrschte mehrere Sprachen. Er hatte sogar die Gelegenheit, mit einem seiner Jesuitenlehrer nach Spanien zu fahren. Nach seinem mysteriösen Tod zwischen 1755 und 1756 herrschten noch lange indianische Stämme über das Gebiet. Erst 1780 wagten es Missionare und Händler wieder ins Tiefland vorzudringen.

### Österreichisch-deutsche Kolonisation
In der Zeit der Republik begann die Kolonisation von Pozuzo durch österreichische und deutsche Siedler. Unter der Führung des Barons Damian Schütz von Holzhausen wurde mit dem peruanischen Präsidenten Ramón Castilla ein Vertrag zur Kolonisation des zentralen Tieflandes unterzeichnet. Holzhausen verpflichtete sich, 10.000 Siedler nach Peru zu bringen.
1857 verließen 200 Tiroler und 100 Deutsche aus den preußischen Rheinlanden und von der Mosel unter der geistlichen Führung des Priesters Joseph Egg für immer ihr Heimatland. In einer mehrmonatigen Reise mit dem Schiff Norton erreichten die Kolonisten Peru. Nach der anstrengenden Reise mussten die Ankömmlinge aber noch die Anden überqueren und sahen sich mit der Tatsache konfrontiert, dass die peruanische Regierung den Weg vom Hochland nach Pozuzo nicht gebaut hatte. Trotz des schweren Anfangs kamen schließlich 1889 rund 170 Kolonisten in Pozuzo an und begannen das Gebiet dauerhaft zu besiedeln. Das enge Tal in Pozuzo war schwierig zu bewirtschaften, und das Klima war heiß und feucht. Eine Gruppe mehrheitlich deutscher Kolonisten suchte nach neuen Gebieten, die weniger heiß und einfacher zu bewirtschaften waren. Sie gelangten ins heutige Oxapampa und gründeten am 30. August 1891 die neue Kolonie. 1899 wurde ein Stadtentwicklungsplan erstellt, nach dem den Siedlern fortan die Siedlerstellen (Grundstücke) zugeteilt wurden.

### Geschichte im 20. Jahrhundert
1943 wurde von La Merced her eine Straße gebaut und beendete die mehr als 50-jährige Isolation der Kolonisten. Die Straße eröffnete neue Möglichkeiten, vor allem für die Holzwirtschaft, und verwandelte das Gebiet in einen der größten Holzlieferanten in Peru. Der Holzboom war allerdings von kurzer Dauer, da die nutzbaren Wälder bald abgeholzt waren. Ab 1955 begannen im Teil Pichis und Palcazú Firmen mit der Ölförderung. Auch dieser Eingriff ist mit Umweltschäden und sozialen Unruhen der Yanesha und Ashaninca Stammesgruppen verbunden. In den 1980er Jahren stieg das Umweltbewusstsein; am 28. Juni 1986 wurde ein Gebiet von 122.000 ha zum Nationalpark erklärt. Neben dem Nationalpark Yanachaga Chemillén folgten weitere Schutzgebiete mit großer Biodiversität wie z. B. der Schutzwald San Matías – San Carlos. 2010 prämierte die UNESCO die Bemühungen und erklärte die Region zum Biosphärenreservat Oxapampa-Asháninka-Yánesha.

## Sehenswürdigkeiten
- Die Kirche Santa Rosa befindet sich im Zentrum der Stadt. Sie wurde 1939/1940 nach Plänen des Franziskanerpaters Otto Müller erbaut.[5]
- Die Mission Quillazú (7 km nordwestlich von Oxapampa) ist eine der ältesten im östlichen Yunga und wurde 1881 von Franziskanern gegründet.[6]